# Busan–Gimhae Light Rail Transit Operation Corporation
Busan–Gimhae Light Rail Transit Operation Corporation, também conhecida como B&G Metro é uma empresa privada que foi fundada em 2003 para operar a Busan-Gimhae Light Rail Transit em Gimhae, na província de Gyeongsang do Sul, Coreia do Sul.